# Spółgłoska zwarto-szczelinowa z retrofleksją bezdźwięczna
Spółgłoska zwarto-szczelinowa z retrofleksją bezdźwięczna – rodzaj dźwięku spółgłoskowego występujący w językach naturalnych, oznaczany w międzynarodowej transkrypcji fonetycznej IPA symbolami [tʂ] lub [ʈʂ].

## Artykulacja

### Opis
W czasie artykulacji tej spółgłoski:
- modulowany jest strumień powietrza wydychany z płuc, czyli jest to spółgłoska płucna egresywna
- tylna część podniebienia miękkiego zamyka dostęp do jamy nosowej, jest to spółgłoska ustna
- prąd powietrza w jamie ustnej uchodzi wzdłuż środkowej linii języka – spółgłoska środkowa
- czubek języka dotyka podniebienia twardego – jest to spółgłoska z retrofleksją
- dochodzi do całkowitego zablokowania przepływu powietrza przez jamę ustną, a następnie do przejścia bezpośrednio, bez plozji, do spółgłoski [ʂ].
- wiązadła głosowe nie drgają, spółgłoska ta jest bezdźwięczna

### Warianty
- wzniesienie środkowej części grzbietu języka w stronę podniebienia twardego, mowa wtedy o spółgłosce zmiękczonej (spalatalizowanej): [t͡ʂʲ]
- wzniesienie tylnej części grzbietu języka w kierunku podniebienia tylnego, mowa o spółgłosce welaryzowanej: [t͡ʂˠ]
- napięcie mięśni gardła – mowa o spółgłosce faryngalizowanej [t͡ʂˁ]
- zaokrąglenie warg, mowa wtedy o spółgłosce labializowanej [t͡ʂʷ]

## Przykłady
| Język            | Język               | Słowo             | IPA           | Znaczenie               | Notatki                                              |
| ---------------- | ------------------- | ----------------- | ------------- | ----------------------- | ---------------------------------------------------- |
| Adygejski        | Adygejski           | чъыгы             | [t͡ʂəɣə]       | 'drzewo'                |                                                      |
| Asturyjski       | Niektóre dialekty   | ḷḷobu             | [ʈ͡ʂoβu]       | 'wilk'                  |                                                      |
| Białoruski       | Białoruski          | пачатак / pačatak | [paʈ͡ʂatak]    | 'początek'              |                                                      |
| Chiński          | Mandaryński         | 中文 / zhōngwén   | [ʈ̺͡ʂ̺ʊŋ˥ u̯ən˧˥] | 'język chiński'         | Spółgłoska apikalna. Kontrastuje z formą aspirowaną. |
| Chanty           | Dialekty wschodnie  | ҷӓңҷ              | [ʈ͡ʂaɳʈ͡ʂ]      | 'kolano'                | Szczelinowa w dialektach północnych.                 |
| Chanty           | Dialekty południowe | ҷӓңҷ              | [ʈ͡ʂaɳʈ͡ʂ]      | 'kolano'                | Szczelinowa w dialektach północnych.                 |
| Mapudungun       | Mapudungun          | trafoy            | [ʈ͡ʂa.ˈfoj]    | 'to zostało zniszczone' |                                                      |
| Polski           | Polski              | czas              | [ˈʈ͡ʂas̪]       | 'czas'                  |                                                      |
| Keczua           | Cajamarca–Cañaris   | chupa             | [ʈ͡ʂupə]       | 'ogon'                  |                                                      |
| Rosyjski         | Rosyjski            | лучше / luchshe   | [ˈlut͡ʂʂje]    | 'lepiej'                |                                                      |
| Serbskochorwacki | Serbskochorwacki    | чеп / čep         | [ʈ͡ʂe̞p]        | 'korek'                 |                                                      |
| Śląski           | Śląski              | szczopek          | [ʂʈ͡ʂopɛk]     | 'szczupak'              |                                                      |
| Słowacki         | Słowacki            | čakať             | [ˈʈ͡ʂakat]     | 'czekać'                |                                                      |
| Wietnamski       | Wietnamski          | trà               | [ʈ͡ʂaː˨˩]      | 'herbata'               | U niektórych osób używających Wietnamskiego.         |
| Yi               | Yi                  | ꍈ / zha          | [ʈ͡ʂa˧]        | 'trochę'                | Kontrastuje z formą aspirowaną                       |